# Théâtre Thália (Budapest)
Le Théâtre Thália (en hongrois : Thália Színház) est un théâtre situé dans le 6e arrondissement de Budapest. 